# ثنائي الفينيل متعدد الكلور

التركيب الكيميائي لPCBs.

ثنائي الفينيل متعدد الكلور صنف من المركبات الكيميائية وهي من الملوثات العضوية الثابتة.
كانت تستعمل في العوازل الكهربائية والمواد المبردة وغيرها من الزيوت حتى حظر استعمالها لأثرها السلبي على البيئة وفقا لبنود اتفاقية ستوكهولم [الإنجليزية]. وتتخذ الحكومات الموافقة على تلك الاتفاقية التدابير اللازمة لإدارة التخلص منها.
كما كشفت دراسات أن التركيزات العالية لهذا المركب تُحدث تشوهات للمواليد، وتسبب مرض السرطان، وتدمير الكبد، واضطراب الأعصاب.